# Chahuites (kommun i Mexiko)
Chahuites är en kommun i Mexiko.   Den ligger i delstaten Oaxaca, i den sydöstra delen av landet, 600 km sydost om huvudstaden Mexico City.
Följande samhällen finns i Chahuites:
- Chahuites
- Los Conejos
- El Porvenir